# Accord sur la conservation des oiseaux d'eau migrateurs d'Afrique-Eurasie
Ne doit pas être confondu avec Conventions de La Haye de 1899 et 1907, Convention de La Haye de 1954, Convention de La Haye (1980) ou Convention de La Haye de 1993.
L’Accord sur la conservation des oiseaux d’eau migrateurs d’Afrique-Eurasie (AEWA), aussi appelé Accord de La Haye est un traité international indépendant développé sous les auspices du Programme des Nations unies pour l'environnement et de la convention de Bonn. Il a été conclu le 16 juin 1995 à la Haye mais n'est entré en vigueur que quatre ans plus tard (le 1er novembre 1999) après que le minimum exigé de sept pays africains et de sept pays eurasiens, l'aient ratifié.

## Objectifs et moyens

Différents couloirs de migration
Europe Afrique occidentale
Afrique, Méditerranée et Mer noire
Ouest Asie et Afrique

L'accord concerne aujourd'hui 254 espèces d'oiseaux d'eau migrateurs écologiquement dépendants de zones humides le long de leurs itinéraires de migration pour au moins une partie de leur cycle annuel. L'accord prévoit une action coordonnée et concertée des états le long des routes migratoires des oiseaux d'eau. Cet accord protège de nombreuses espèces plongeuses, des grèbes, des pélicans, des cormorans, des hérons, des cigognes, des Rallidae, des ibis, des spatules, des flamants, des canards, des  cygnes, des oies, des grues, des Limicoles, des Laridae, des sternes et même le Manchot du Cap. Tous ces oiseaux ne nécessitent pas forcément une protection active et tous les oiseaux d'eau migrateurs ne sont pas répertoriés dans cette liste. L'accord est applicable sur 119 pays qui sont situés en Europe, une partie de l'Asie, du Canada, du Moyen-Orient et de l'Afrique. Parmi les moyens utilisés pour la protection de ces espèces, on compte notamment la conservation des habitats (à ce titre, l’AEWA est un accord complémentaire à la convention de Ramsar), le contrôle des activités humaines, le recherche et le comptage, l'éducation et l'information des populations.

## Priorités
L'accord vise notamment (depuis les années 1990) une réduction des « cinq principales causes d’empoisonnement (des oiseaux) : les insecticides, les rodonticides, les  appâts  empoisonnés,  les  produits  pharmaceutiques  vétérinaires,  les  munitions  au  plomb  et  les  plombs  de pêche ». 
Comme l'OMS, depuis 2014, la CMS promeut l'approche holistique « One Health »  et demande aussi une meilleure étude et prise en compte des dangers de l'utilisation des pesticides (néonicotinoïdes notamment) pour les oiseaux. 
L'AEWA et la convention sur les oiseaux migrateurs visaient notamment l'interdiction (avant l'an 2000, délai qui n'a pu être atteint) de l'utilisation des munitions au plomb (cause de saturnisme aviaire) au profit de l'utilisation de munitions non-toxiques pour la chasse,,.
Les  «  Lignes directrices pour prévenir les risques d’empoisonnement des oiseaux migrateurs » (y compris par les médicaments vétérinaires qui tuent ou empoisonnent de nombreux oiseaux nécrophages), adoptées en 2014 par la Conférence des Parties réitèrent les objectifs de 1995-1999 et demandent notamment de travailler « avec les industries fabriquant des munitions en plomb et des plombs de pêche, afin d’encourager la traduction et  la diffusion large des Lignes directrices au sein de leurs réseaux ainsi que vers les utilisateurs  finaux et d’autres utilisateurs » ; La recommandation V du  Groupe  de  travail de la CMS sur la réduction du risque d’empoisonnement (du 27 au 31 mai 2013) est : 
« Supprimer  progressivement  les  munitions  au  plomb  dans  tous  les  habitats  (zones  humides  et  milieux  terrestres)  et  les  remplacer  par  des  alternatives  non  toxiques  au  cours  des  trois  prochaines  années,  et  demander aux Parties de présenter des rapports à la Conférence des Parties (CoP12) en 2017 ; collaborer  avec  les  acteurs  dans  la  mise  en  œuvre ;  promouvoir  l’utilisation  des  alternatives  sûres  auprès  des  utilisateurs de munitions et assainir les sites pollués par le plomb, le cas échéant » ;

## Histoire de l'accord
La première modification de l'accord (appelé MOP1), la Réunion des Parties, date de 1999, le nombre des espèces migratrices concerné par l’Accord était alors de 170. La seconde modification de 2002 (MOP2) à 235. En 2005, 51 pays sont signataires sur 117 pays concernés par ces migrations. À partir de 2005 à la suite de la troisième Réunion des parties (MPO3), le projet du PNUE-FEM devrait permettre aux pays moins développés de recevoir une aide technique permettant de mieux répondre aux exigences de l'accord. Le 1er novembre 2007, 59 sont signataires sur 119.

## Statuts
Des avis sont émis sur le statut à accorder aux espèces d'oiseaux d'eau migrateurs. Le critère principal est l'importance des populations. Les différentes catégories de statuts sont les suivantes :
- Colonne A
  - A1 : populations très menacées (moins de 10 000 individus).
  - A2 : populations menacées (entre 10 000 et 25 000 individus).
  - A3 : populations menacées (entre 25 000 et 100 000 individus mais aire de répartition restreinte et/ou déclin de la population).

- Colonne B
  - B1 : populations très vulnérables (entre 25 000 et 100 000 individus).
  - B2 : populations vulnérables (plus de 100 000 individus mais aire de répartition restreinte et/ou déclin de la population).

- Colonne C

Plus de 100 000 individus.